# Alpeler
Alpeler är en bergstopp i Schweiz. Den ligger i kantonen Uri, i den centrala delen av landet, 80 km öster om huvudstaden Bern. Toppen på Alpeler är 1 857 meter över havet.